# Mitochondrialer Folattransporter
Der mitochondriale Folattransporter (MFT) ist ein Protein, das die Ein- und Ausschleusung von Folsäure und ihrer Derivate in Zell-Mitochondrien erleichtert. Es handelt sich also um ein Transportprotein. MFT kommt in Tieren vor; im Menschen ist er in allen Gewebetypen zu finden. Ein pflanzlicher Chloroplasten-Folattransporter ist MFT so ähnlich, dass er als Ersatz in MFT-losen Hamster-Zelllinien fungieren kann; im Gegensatz zu Tieren gibt es in Pflanzen jedoch mehrere Chloroplasten-Folattransporter.
Der katalysierte Membrantransport ist wahrscheinlich ein Antiport:
S1 (außen) + S2 (innen)  {\displaystyle \rightleftharpoons }  S1 (innen) + S2 (außen)
Als Substrat werden mehrere Folsäurederivate akzeptiert. Über die im Gegenzug transportierten Moleküle ist nichts bekannt.